# Аллах'яр Сайядманеш
Аллах'яр Сайядманеш (перс. اللهیار صیادمنش, нар. 28 червня 2001, Амол) — іранський футболіст, нападник збірної Ірану та бельгійського клубу «Вестерло».

## Клубна кар'єра
Народився 28 червня 2001 року в місті Амол. Розпочав футбольну кар'єру, виступаючи за юнацькі команди «Араш Амол» та «Падідех Сарі». У сезоні 2017/18 виступав за молодіжний склад клубу «Сайпа».

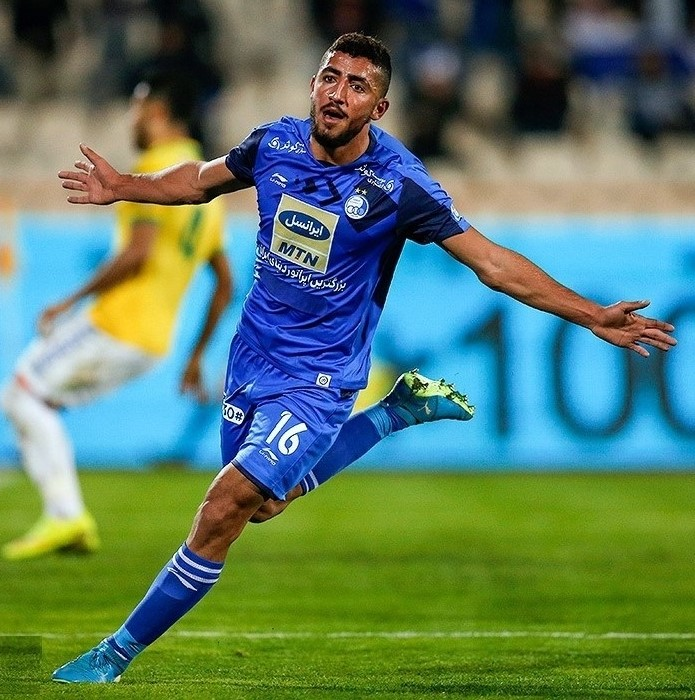
Аллах'яр Сайядманеш під час виступів за «Естеглал». 2018.

У червні 2018 року став гравцем клубу «Естеглал». 27 липня 2018 року дебютував в основному складі «Эстегляля» в матчі Про-ліги Перської затоки проти «Пайкана». Загалом протягом сезону 2018/19 взяв участь у 15 матчах чемпіонату за клуб.
У липні 2019 року турецький клуб «Фенербахче» погодив з «Естеглалом» трансфер Сайядманеша за 850 000 доларів США. Іранський нападник підписав з «Фенербахче» п'ятирічний контракт. Втім, так і не зігравши жодної офіційної гри за клуб, вже 2 вересня 2019 року він відправився в оренду в «Істанбулспор», який виступав у Першій лізі Туреччини, другому за значимістю дивізіоні чемпіонату країни, терміном до кінця сезону 2019/20. 5 жовтня 2019 року дебютував за «Істанбулспор» у матчі проти «Кечіоренгюджю». Повернувшись до «Фенера», іранець дебютував у Суперлізі 12 липня 2020 року в матчі проти «Сівасспора», вийшовши на 88-й хвилині на заміну Денізу Тюрючу. Того ж місяця зіграв свій другий і останній матч у чемпіонаті за клуб.
6 жовтня 2020 року перейшов на правах оренди в «Зорю» (Луганськ).
Взимку 2022 року Аллах'яр Сайядманеш на правах оренди перейшов до англійського клубу «Галл Сіті». Дебютував за нову команду 5 лютого 2022 року в домашньому матчі Чемпіоншипу проти «Престон Норт-Енда» (0:1), вийшовши на заміну на 84-й хвилині замість Річі Смоллвуда. 15 квітня 2022 року Сайядманеш забив свій перший гол за «Галл Сіті» в переможному матчі проти «Кардіфф Сіті» (2:1). Незважаючи на те, що цей гол залишився єдиним для іранця у тому сезоні за англійський клуб, 9 липня 2022 року Сайядманеш підписав повноційнний чотирирічний контракт з «Галл Сіті» з можливістю продовження ще на один рік. Втім і надалі Аллах'яр не зміг стати основним нападником, загалом забивши за клуб лише 3 голи в 40 матчах в усіх турнірах.
31 січня 2024 року Сайядманеш підписав контракт із бельгійським «Вестерло» на два з половиною роки за нерозголошену суму.

## Виступи за збірні
Виступав у складі юнацької збірної Ірану (U-17), зігравши на юнацькому чемпіонаті світу 2017 року в Індії. Аллах'яр забив на турнірі три м'ячі (в матчах проти Гвінеї, Німеччини і Мексики), а іранці дійшли до чвертьфіналу, програвши там іспанцям. Загалом на юнацькому рівні взяв участь у 12 іграх, відзначившись 9 забитими голами.
6 червня 2019 року дебютував в офіційних іграх у складі національної збірної Ірану в товариському матчі проти Сирії. Аллах'яр вийшов на заміну замість Каріма Ансаріфарда на 80-й хвилині гри, а на 89-й хвилині забив гол. Іран здобув у тому матчі перемогу з рахунком 5:0, а Сайядманеш став наймолодшим автором гола в історії головної збірної Ірану, побивши рекорд Саїда Езатолахі майже на два роки.
| Дата       | Місто   | Господарі      | Результат | Гості | Турнір            | Голи | Примітки |
| ---------- | ------- | -------------- | --------- | ----- | ----------------- | ---- | -------- |
| 6-6-2019   | Тегеран | Іран           | 5 – 0     | Сирія | товариський матч  | 1    | 80'      |
| 30-3-2021  | Тегеран | Іран           | 3 – 0     | Сирія | товариський матч  | -    | 86'      |
| 11-11-2021 | Сідон   | Ліван          | 1 – 2     | Іран  | Відбір до ЧС 2022 | -    | 72'      |
| 16-11-2021 | Амман   | Сирія          | 0 – 3     | Іран  | Відбір до ЧС 2022 | -    | 81'      |
| 24-3-2022  | Сеул    | Південна Корея | 2 – 0     | Іран  | Відбір до ЧС 2022 | -    | 64'      |
| 29-3-2022  | Мешхед  | Іран           | 2 – 0     | Ліван | Відбір до ЧС 2022 | -    | 46'      |
| 12-6-2022  | Доха    | Іран           | 1 – 2     | Алжир | товариський матч  | -    | 85'      |
| Усього     |         | Матчів         | 7         |       | Голів             | 1    |          |